# Giuseppe Bertin
Giuseppe Bertin (Adria, 28 marzo 1952) è un astrofisico italiano, docente di astrofisica all'Università degli Studi di Milano e socio corrispondente dell'Accademia Nazionale dei Lincei.

## Biografia
Laureatosi in Fisica presso l'Università di Pisa, quale allievo pure della Scuola Normale Superiore, attualmente è docente ordinario di astrofisica teorica presso l'Università degli Studi di Milano e collaboratore dell'Istituto Nazionale di fisica nucleare. È considerato uno degli astrofisici teorici italiani più influenti sul territorio. Dal 1975 al 1991 è stato prima ricercatore poi professore associato presso il Massachusetts Institute of Technology (MIT). È collaboratore dello Space Telescope Science Institute (STScI) di Baltimora, e del Kapteyn Astronomical Institute di Groninga. Nel biennio 2000-2002 è stato membro, collaboratore e consulente per i programmi osservativi dell'ESO. Nel triennio tra il 2006 e il 2009 è membro del KAVLI Institute for Theoretical Physics presso l'Università della California, Santa Barbara. È attualmente membro dell'American Physical Society, dell'Unione astronomica internazionale, dell'American Astronomical Society, e della New York Academy of Science.

## Insegnamento e ricerca
È stato dapprima ricercatore poi docente presso l'università di Pisa e la scuola normale di Pisa, dove ancora tiene regolarmente seminari, quindi al MIT. Attualmente ricopre il ruolo di professore ordinario presso il Dipartimento di Fisica dell'Università degli studi di Milano, dove tiene vari corsi di astrofisica teorica. La sua ricerca si concentra principalmente sullo studio di ammassi globulari di galassie e di dischi di galassie. I suoi principali risultati scientifici, che gli hanno conferito popolarità a livello internazionale, hanno riguardato l'indagine della struttura a spirale (normale e barrata) delle galassie, e l'uso di queste come sonde cosmologiche e lenti gravitazionali. Inoltre si occupa dello studio dei fenomeni collettivi nei plasmi astrofisici e nei dischi di accrescimento auto-gravitanti. È stato primo ricercatore dei programmi di ricerca finanziati dal MIUR, Galaxy scaling laws, Halos and disk of galaxies, e Fenomeni collettivi nella dinamica delle galassie.

## Premi e riconoscimenti
Nel 2013, viene nominato socio corrispondente dell'accademia nazionale dei Lincei, grazie ai suoi notevoli contributi alla comprensione delle dinamiche nelle galassie. Nello stesso anno riceve il Premio Presidente della Repubblica dell'Accademia dei Lincei, dall'allora presidente Giorgio Napolitano presso il Quirinale il 24 giugno. È il terzo docente del Dipartimento di Fisica dell'Università degli Studi di Milano a ricevere il premio, dopo Beppo Occhialini (nel '49) e Piero Caldirola (nel '56). Ha inoltre ricevuto il Premio Due Torri d'Oro del Lions club nel 1991.

## Opere
- Dynamics of Galaxies, Cambridge University Press; 2ª edizione (21 aprile 2014), ISBN 978-1107000544.[3]
- Dynamics of Galaxies, Cambridge University Press; 1ª edizione (12 giugno 2000), ISBN 978-0521478557.
- Spiral Structure in Galaxies. A Density Wave Theory, MIT Press; nuova edizione (1 maggio 1996), ISBN 978-0262023962[4]
- Collective Phenomena in Macroscopic Systems (Ed.), World Scientific Publishing Company (August 17, 2007) ISBN 978-9812707055
- Plasmas in the Laboratory and in the Universe. New Insights and New Challenges (AIP Conference Proceedings) (Ed.), American Institute of Physics; 2004th edition (March 26, 2004) ISBN 978-0735401761

## Pubblicazioni
È autore di due monografie, pubblicate dalla MIT Press e dalla Cambridge University Press, di circa 200 articoli su riviste con referee, e più di 40 relazioni su invito.